# Hormigos
Hormigos – gmina w Hiszpanii, w prowincji Toledo, w Kastylii-La Mancha, o powierzchni 27,48 km². W 2011 roku gmina liczyła 834 mieszkańców.